# D.J. Shaw
Pour les articles homonymes, voir Shaw.
D.J. Shaw est un pilote automobile de stock-car né le 14 mars 1990 à Conway, New Hampshire aux États-Unis. Il est le fils de Dale Shaw, lui-même pilote automobile et constructeur de voitures de course.
D.J. Shaw débute en karting en 2003 à la piste Boxshop Speedway dans le Maine. En 2006, il passe à la catégorie Late Model à la piste White Mountain Motorsports Park dans le New Hampshire où il remporte à la fois le championnat local et le titre de recrue de l'année. L'année suivante, il s'oriente vers des voitures plus puissantes, les Super Late Model à la piste Beech Ridge Motor Speedway de  Scarborough dans le Maine où il est nommé recrue de l'année.
Toujours en 2007, il fait ses débuts dans la série PASS North. À sa première saison complète en 2008, il remporte deux courses en plus de cumuler 5 top 5 et 9 top 10 en 13 départs. Encore une fois, il récolte le titre de recrue de l'année et devient le premier pilote à triompher dans cette série à sa première saison complète. En 2014, il est champion de la série.
En 2010 et 2011, il se consacre surtout à la série NASCAR K & N Pro Series East. En 2012, il revient à temps complet dans la série PASS North.
Vainqueur à Star Speedway à son premier départ dans la série Granite State Pro Stock Series le 17 août 2013.
En avril 2014, il remporte sa première victoire en série PASS South à Hickory Motor Speedway (en) en Caroline du Nord.
à la conclusion de la saison 2014:
- 21 départs en NASCAR K & N Pro Series East: 2 top 5 et 8 top 10.
- 82 départs en PASS North: onze victoires, 40 top 5 et 55 top 10.